# Guardaespaldas

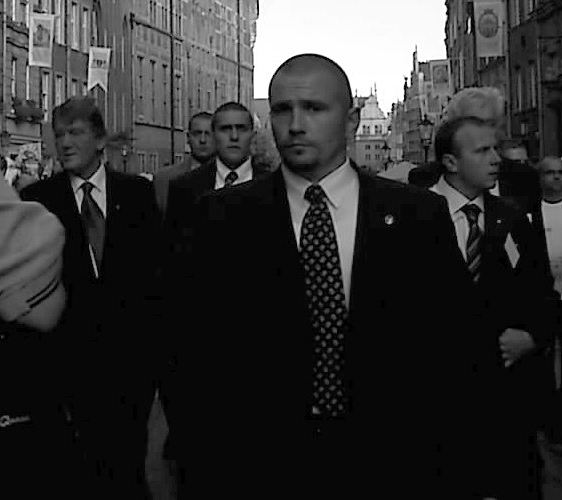
Guardaespaldas de Víktor Yúshchenko.

Un guardaespaldas es una persona que actúa individual o grupalmente ya sea armados o preparados, protegiendo a un individuo de ataques personales, atentados, rapto o secuestro, pérdida de información confidencial u otras amenazas.
Los guardaespaldas son personas entrenadas en el combate cuerpo a cuerpo en varias disciplinas de artes marciales, especialista en armas blancas, armas de fuego y armas no convencionales, así como manejo de vehículos blindados, sin embargo, la habilidad más importante para un guardaespaldas es de minimizar y evitar los riesgos, ya que estos podrían causar daños al objetivo a resguardar o a ellos mismos, y lo logra mediante los principios de: ubicación, observación, protección, reacción y extracción; con sus respectivas técnicas, tácticas y logística.

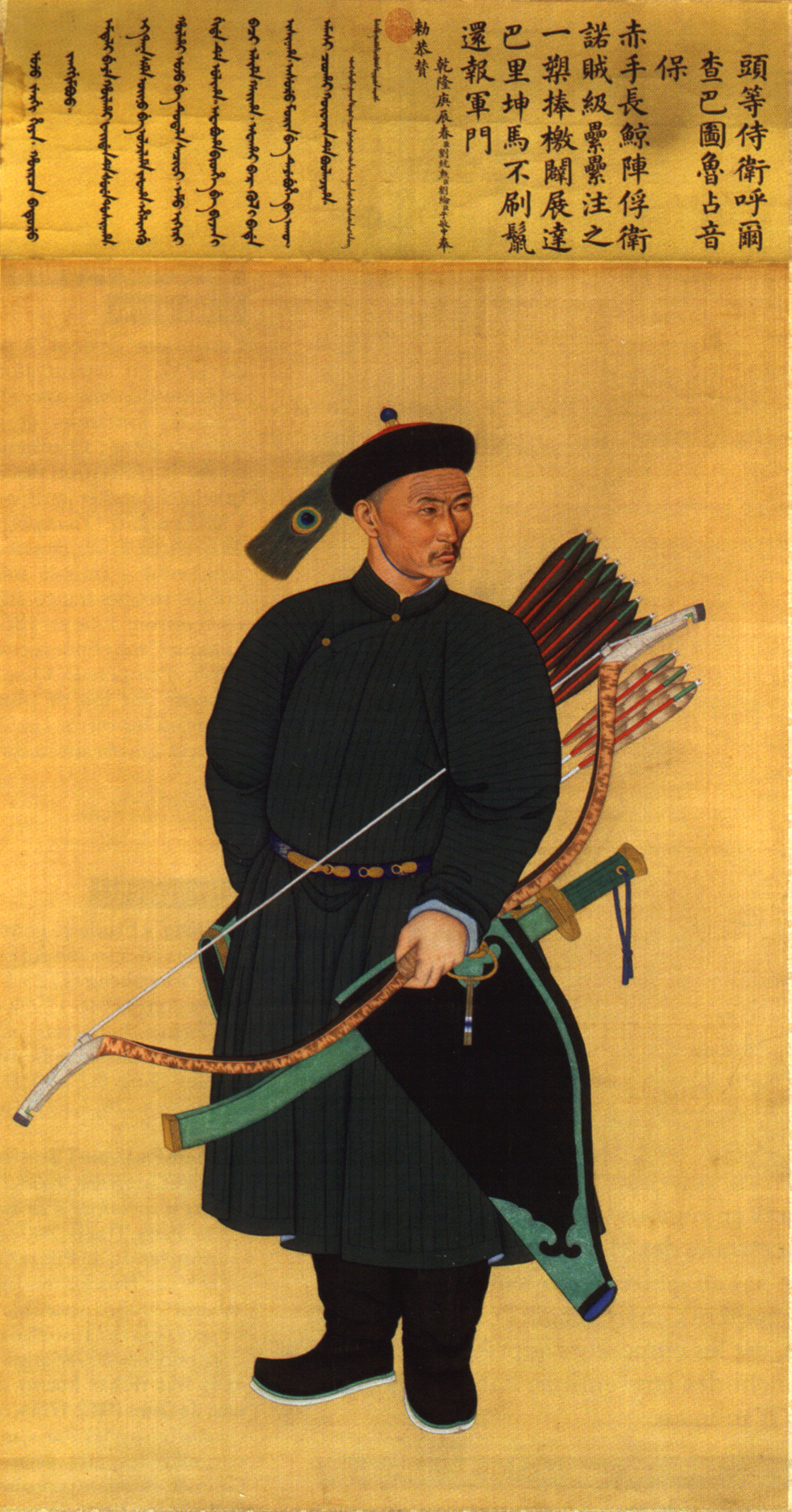
Guardaespaldas manchú de la dinastía Qing, finales del.

Muchos personajes públicos y privados son protegidos por sus guardaespaldas, quienes trabajan en grupo, o en solitario usando vehículos especiales (blindados) y algunas veces vehículos señuelo para proteger al individuo. Aquellos con perfiles de menos riesgo son acompañados por un único guardaespaldas, quien hace a su vez de conductor. Sin embargo, algunos multimillonarios y dignatarios eligen prescindir de guardaespaldas hasta en situaciones consideradas como muy peligrosas. Finalmente, se puede decir que los guardaespaldas deben estar dispuestos a arriesgar su vida, y dejar de lado su vida social para salvar a la persona que está protegiendo.